# Chooz
Chooz (in vallone Tchô) è un comune francese di 786 abitanti situato nel dipartimento delle Ardenne nella regione del Grand Est.
Qua nacque il calciatore Émile Dusart.

## Società

### Evoluzione demografica
Abitanti censiti